# Bogdan Koszel
Bogdan Koszel (ur. w 1954) – polski politolog, historyk, niemcoznawca, profesor nauk humanistycznych.

## Życiorys
W latach 1979–2011 był pracownikiem naukowym Instytutu Naukowo-Badawczego im. Zygmunta Wojciechowskiego w Poznaniu.
W 1980 uzyskał stopień doktora nauk humanistycznych na Wydziale Historycznym Uniwersytetu im. Adama Mickiewicza na podstawie dysertacji Rywalizacja niemiecko-włoska w Europie Środkowej i na Bałkanach w latach 1933-1941, której promotorem był Stanisław Sierpowski. W 1991 uzyskał stopień doktora habilitowanego na Wydziale Historycznym Uniwersytetu im. Adama Mickiewicza na podstawie dorobku naukowego oraz rozprawy Wojna domowa w Hiszpanii w polityce mocarstw europejskich 1936-1939 (recenzenci: Franciszek Ryszka, Waldemar Michowicz i Stanisław Sierpowski).
Współpracował z Europejską Fundacją Nauki w Strasburgu oraz Uniwersytetem w Bradford. W latach 1998–2007 pracował jako profesor zwyczajny Wyższej Szkoły Nauk Humanistycznych i Dziennikarstwa. 
Od 2007 pełni funkcję kierownika Zakładu Badań Niemcoznawczych Wydziału Nauk Politycznych i Dziennikarstwa Uniwersytetu im. Adama Mickiewicza w Poznaniu. Od 2018 pracuje na stanowisku senior reserarch fellow w Institut fűr Internationale Politik w Poczdamie.
Specjalizuje się w historii najnowszej, integracji europejskiej oraz roli Niemiec na arenie międzynarodowej w XX i XXI wieku.
W latach 2012–2015 członek Komitetu Nauk Historycznych Polskiej Akademii Nauk i członek Komitetu Nauk Politycznych Polskiej Akademii Nauk. Od 2007 pełni funkcję redaktora naczelnego „Rocznika Integracji Europejskiej”, jest także członkiem kolegium redakcyjnego kwartalnika „Przegląd Zachodni” oraz redaktorem dwumiesięcznika „WeltTrends”. Należy również do Klubu Weimarskiego.

## Nagrody i wyróżnienia
- 2006, 2008, 2010 III Nagroda Rektora UAM;
- 2012 Medal Komisji Edukacji Narodowej;
- 2012 Złoty Medal za Długoletnią Służbę